# スナッフフィルム

スナッフフィルム（Snuff film）は娯楽用途に流通させる目的で行われた実際の殺人の様子を撮影した映像作品を指す俗語。スナッフビデオ、スナッフムービー、殺人フィルム、殺人ビデオともいう。

## 来歴
スナッフとは蝋燭を吹き消す擬音語であり、転じてイギリスでは「殺す」のスラングとなっていた。
スナッフフィルムという言葉が初めて使われたのは、1971年に出版されたエド・サンダーソンが書いたマンソンファミリーを扱った書籍『ファミリー: シャロン・テート殺人事件』である。匿名で取材に応じた元関係者によって、殺人を記録したスナッフフィルムの存在が史上初めて明らかにされ、社会の関心を読び起こした。本の中でサンダーソンは「マンソンファミリーが殺人の様子を撮影したビデオが存在する」旨でインタビューを行っているが、そのインタビュー対象者は実際にはスナッフフィルムを見てはいない。
これをきっかけに、スナッフフィルムは「裏世界では娯楽のために人が殺され、その模様を収めたフィルムがひそかに売買されているらしい」などといった噂とともに知られるようになり、様々な作品の題材に取り上げられている。特に1975年のモンド映画『スナッフ/SNUFF』は実際のスナッフフィルムとの触れ込みで公開されたことで有名である。
殺人をテーマにしたモンド映画・映像の歴史は『キリング・フォー・カルチャー 殺しの映像』（フィルム・アート社・1998年）に詳しい。テレビや監視カメラが捕らえた殺人現場の映像についても、7章の「Death in the Media」にて数々の記録が載っている。
2008年末、「ウクライナ21」と呼ばれる、ウクライナの若者達が男性を拷問の末殺害するホームビデオがインターネット上で出回り、誰でも閲覧が可能となった。これらのビデオでは快楽目的の殺人行為が記録されている。報道では、ドニプロペトロウシクに住む19歳の若者2人が、2007年夏の1ヶ月程度の間に21人を殺害したとされている。男性を殺害する動画の他、死んだネコのとなりでにっこり笑うスナッフもあった。
この「ウクライナ21」は「犯人たちがその後、殺害映像を販売する予定であったとの証言もある」ことから、「有史初のスナッフ・フィルムである」とされる。

## 記録された殺人
アドルフ・ヒトラーは、自身の暗殺計画を企てた軍事関係者らの絞首刑を撮影させている（7月20日事件#粛清）。絞首には縄ではなく、苦痛が長時間続くピアノ線を用いた。撮影理由は個人的な愉しみのためだというが、鑑賞を拒否したと証言する元側近もおり、終戦までにフィルムの破棄を命じたという。
ドイツの殺人犯アルミン・マイヴェスのように、さまざまな殺人者は殺人の様子をビデオに収めているが、「娯楽用途に流通させる目的」には当てはまらないため厳密な意味でのスナッフフィルムに当たらない。
また、ISISなどの過激派組織は、敵対する国家、組織の人物を誘拐し殺害する様子をビデオで撮影しているが、これも上述する通り「娯楽用途に流通させる目的」には当てはまらないため厳密な意味でのスナッフフィルムではない。
興業目的で動物を殺害する映像を収めた「アニマル・スナッフ」は少なからず実在している。世界最初のアニマル・スナッフは、宣伝映画を作るために撮影させた、象（トプシー）を一瞬で感電死させる映像とされている。